# Indapamide
Indapamide là một thuốc lợi tiểu giống thiazide thường được sử dụng trong điều trị tăng huyết áp, cũng như suy tim mất bù. Các chế phẩm kết hợp với perindopril (thuốc chống tăng huyết áp ức chế men chuyển) cũng có sẵn. Các thuốc lợi tiểu giống thiazide (indapamide và chlortalidone) có hiệu quả hơn thuốc lợi tiểu loại thiazide (bao gồm hydrochlorothiazide) để giảm nguy cơ đau tim, đột quỵ và suy tim ở những người bị huyết áp cao và thuốc lợi tiểu giống thiazide và dạng thiazide có tỷ lệ tác dụng phụ tương tự.
Nó đã được cấp bằng sáng chế vào năm 1968 và được chấp thuận cho sử dụng y tế vào năm 1977.

## Sử dụng trong y tế
Tăng huyết áp và phù do suy tim xung huyết. Indapamide đã được chứng minh trong thử nghiệm HYVET để giảm đột quỵ và tử vong do mọi nguyên nhân khi dùng hoặc không dùng perindopril cho những người trên 80 tuổi để điều trị tăng huyết áp.

## Chống chỉ định
Indapamide chống chỉ định trong quá mẫn đã biết với sulfonamid, suy thận nặng, bệnh não gan hoặc suy gan nặng và nồng độ kali trong máu thấp.
Không đủ dữ liệu an toàn để khuyến nghị sử dụng indapamide trong thai kỳ hoặc cho con bú.

## Tác dụng phụ
Các tác dụng phụ thường được báo cáo là nồng độ kali thấp, mệt mỏi, hạ huyết áp thế đứng (giảm huyết áp khi đứng lên) và các biểu hiện dị ứng.
Nên theo dõi nồng độ kali và axit uric trong huyết thanh, đặc biệt ở những đối tượng có khuynh hướng hoặc nhạy cảm với nồng độ kali trong máu thấp và ở bệnh nhân mắc bệnh gút.

## Tương tác
Cần thận trọng khi kết hợp indapamide với lithium và thuốc không gây loạn nhịp tim gây rối loạn nhịp sóng (astemizole, bepridil, IV erythromycin, halofantrine, pentamidine, sultopride, terfenadine và vincamine).

## Quá liều
Các triệu chứng của quá liều sẽ là những triệu chứng liên quan đến tác dụng lợi tiểu, tức là rối loạn điện giải, hạ huyết áp và yếu cơ. Điều trị nên có triệu chứng, hướng vào sửa chữa bất thường điện giải.

## Liều lượng và cách dùng
Liều người lớn là 1,25 đến 5 mg, uống và một lần mỗi ngày, thường là vào buổi sáng.
Indapamide có sẵn nói chung là 1,25   mg và 2,5   mg viên không ghi điểm. Nó cũng có sẵn ở dạng SR (phát hành bền vững).